# (13586) Copenhagen
(13586) Copenhagen est un astéroïde de la ceinture principale.

## Description
(13586) Copenhagen est un astéroïde de la ceinture principale. Il fut découvert le 9 octobre 1993 à La Silla par Eric Walter Elst. Il présente une orbite caractérisée par un demi-grand axe de 3,00 UA, une excentricité de 0,08 et une inclinaison de 9,7° par rapport à l'écliptique.

## Compléments